# أغويميس
بلدية أغويميس (بالإسبانية: Agüimes) هي بلدية تقع في مقاطعة لاس بالماس التابعة لمنطقة جزر الكناري جنوب غرب إسبانيا.

## الديموغرافيا
بلغ عدد سكان بلدية أغويميس 29.767 نسمة عام 2011 (وفقاً للمعهد الوطني للإحصاء الإسباني).
| 18.284 | 19.933 | 22.567 | 25.541 | 27.310 | 28.924 | 29.767 |

## معرض صور

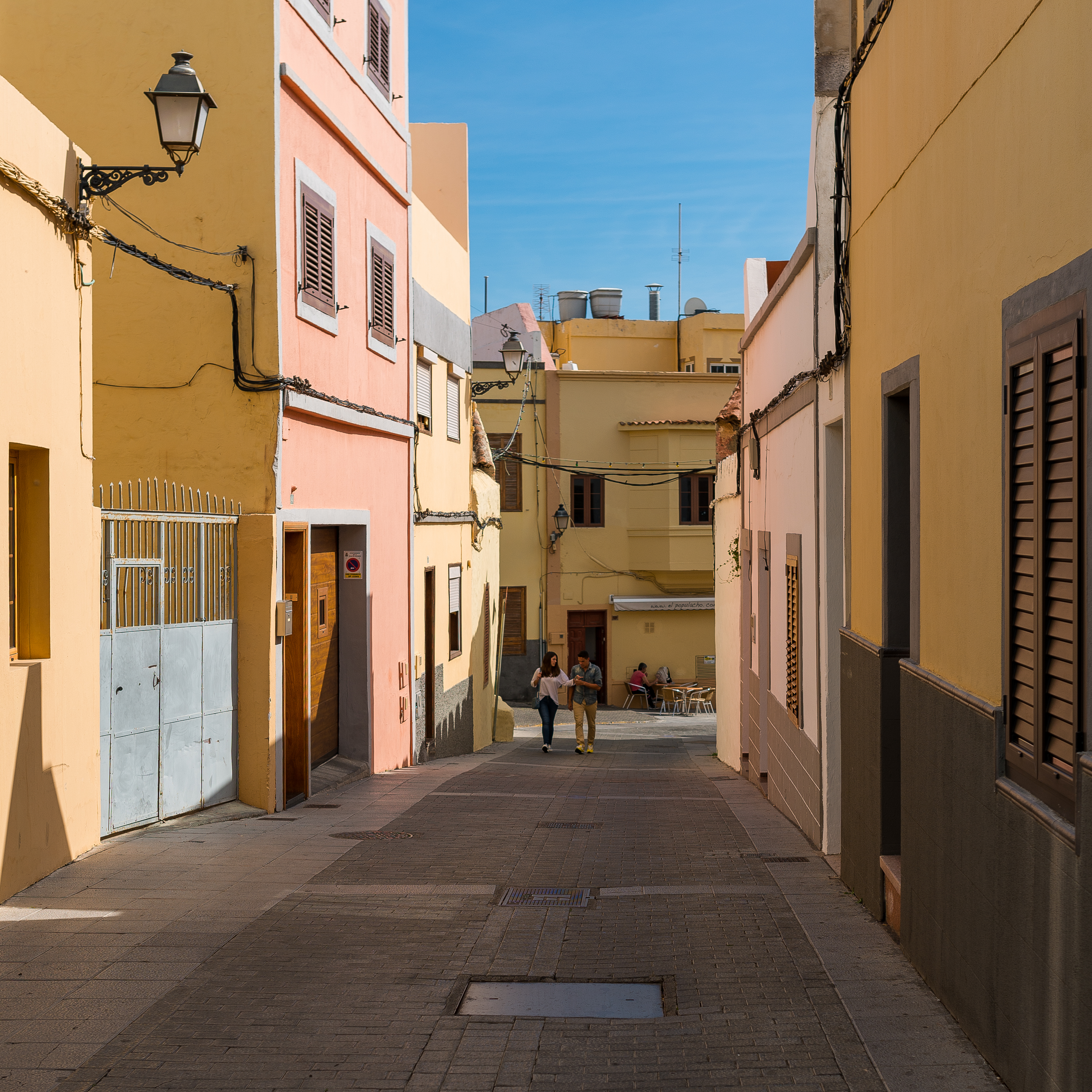
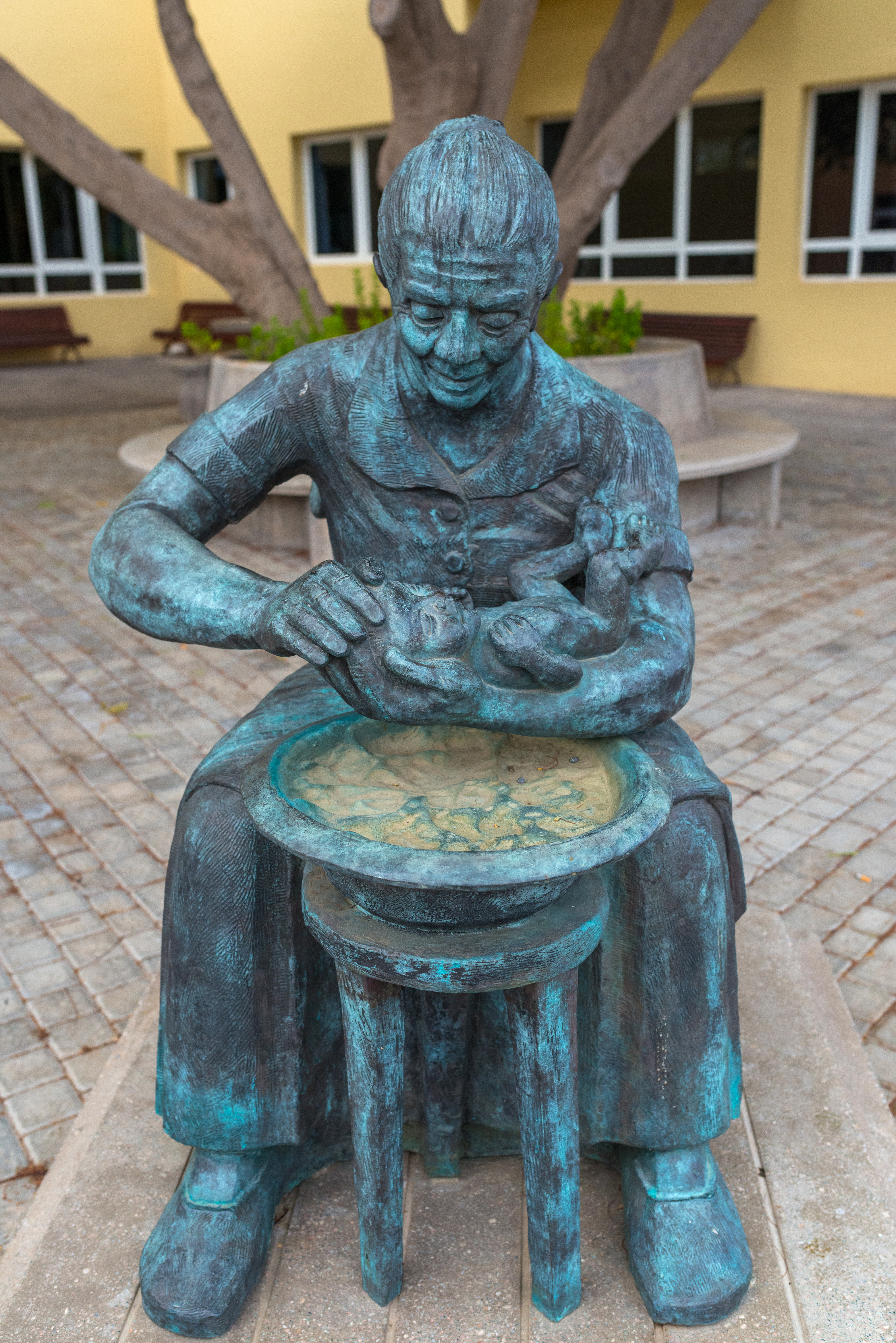
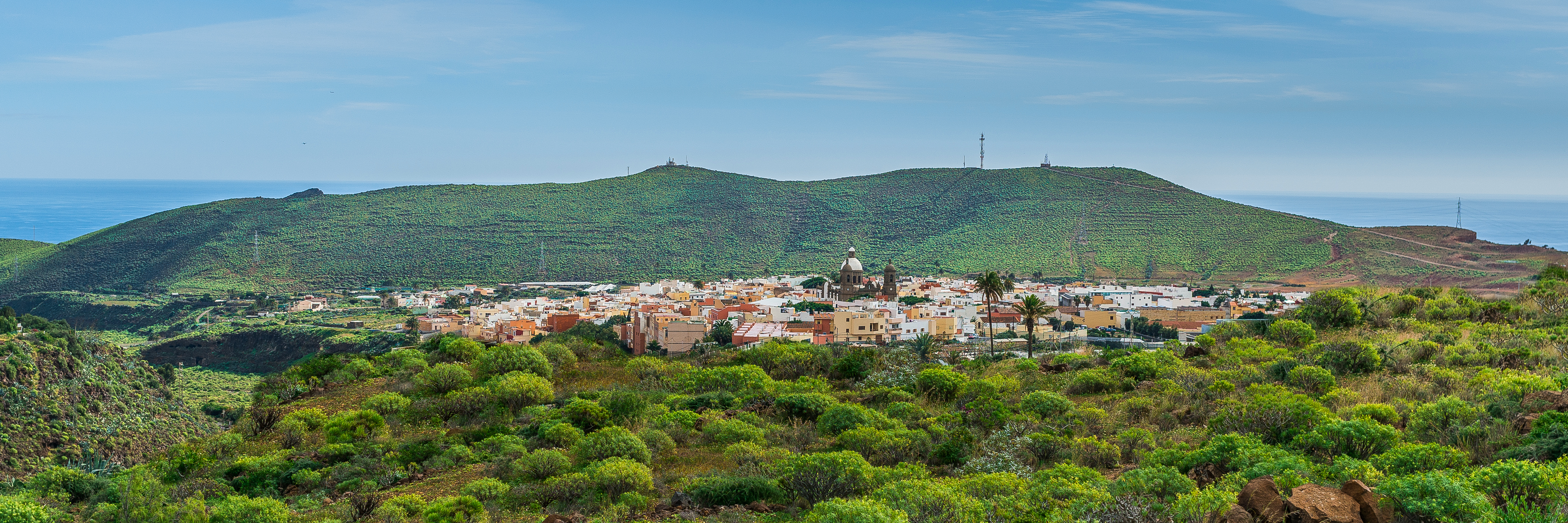
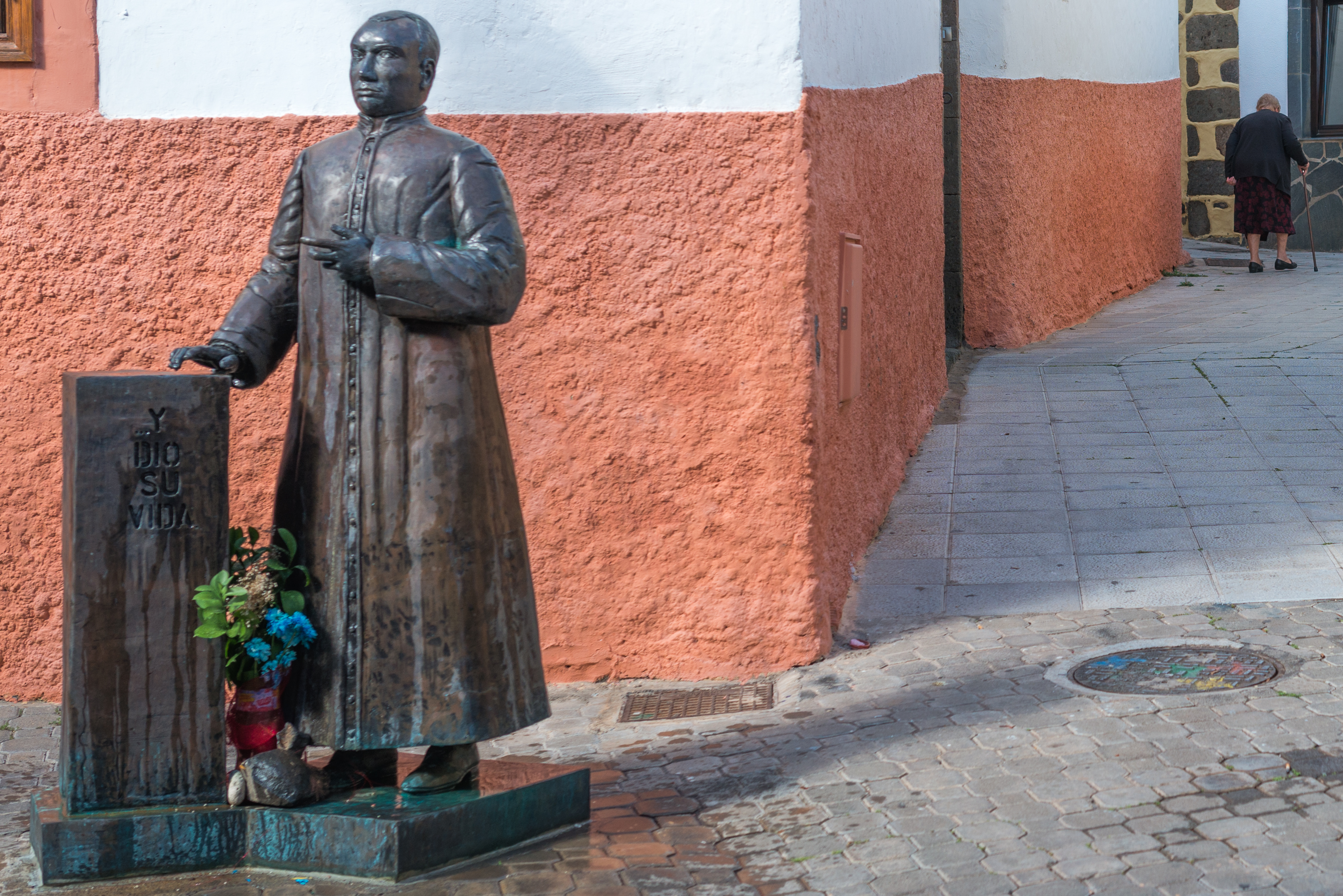
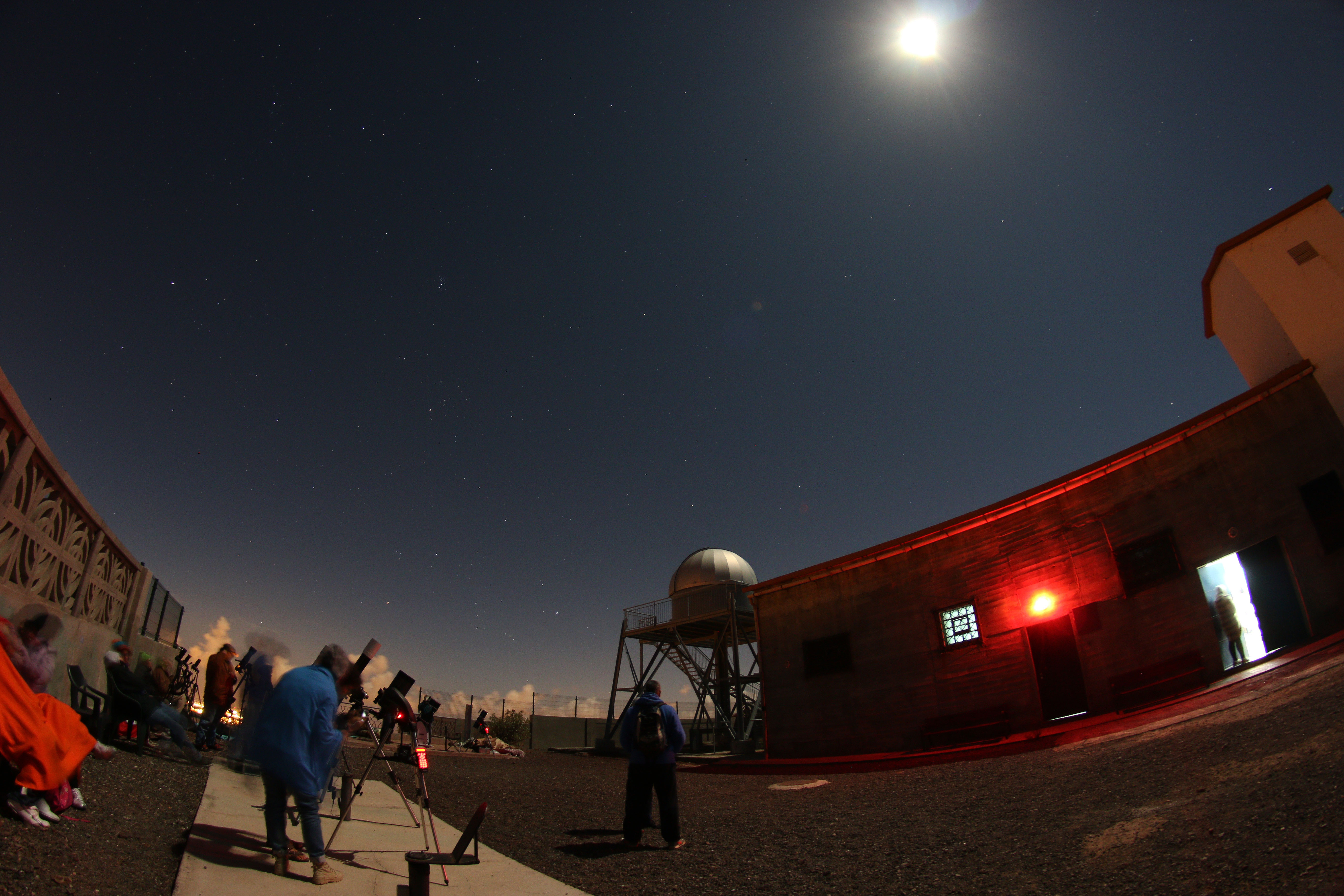
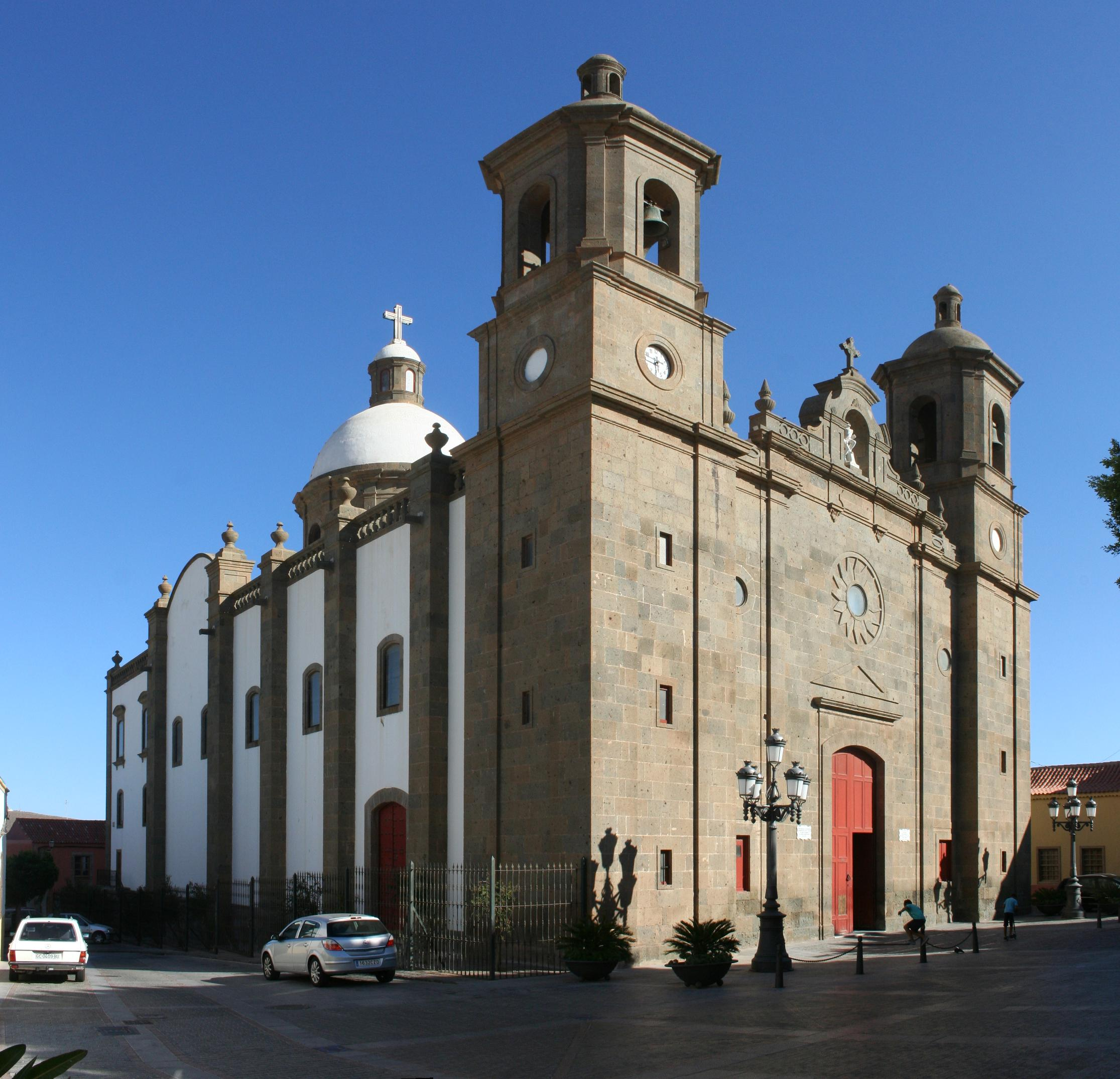